# خليج سرت

خريطة ليبيا ويتوسطها الخليج في أعلى الصورة

خليج سرت وهو جزء من الشواطيء الجنوبية للبحر الأبيض المتوسط ويمتد بطول 800 كيلومتر من مدينة بنغازي شرقا حتّى مدينة مصراتة غربا، وتقع على شاطئه معظم موانئ تصدير النفط الليبي، والتي من أقدمها ميناء السدرة الذي يسمّى به الخليج أحيانا.

## السيادة والخلاف
لم تظهر اية خلافات حول الخليج المذكور الا سنة 1973 عندما أعلنت ليبيا رسميّا أن كامل خليج سرت جزء من مياها الإقليمية، ورفضت أمريكا هذا الإعلان دون دول العالم الأخرى، متذّرعة «بأن ليبيا لاتملك مقوّمات السيطرة على هذا الخليج الكبير»، ماتسبب في وقوع نزاع مسلح بين البلدين في 1981.
على الرغم من الحوادث التي تطرأ على علاقات البلدين بين فترة وأخرى منذ الإعلان الليبي المشار إليه، الاّ أن خليج سرت لم يكن أحد أسبابها الاّ بحلول سنة 1980، عندما وصل رونالد ريجان إلى رئاسة الولايات المتحدة، وصار يستغل كل الأسباب التي تمكنه من تحجيم الدور الليبي والجهود الليبية لتوحيد المعارضين لأمريكا وسياساتها وعلى الأخص في المنطقة العربية.

## المواجهة
تحت هذه الظروف ظهر على السطح خليج سرت من جديد، ووسعت أميركا من وجودها في البحر الأبيض المتوسط، وتمركز الأسطول السادس الأمريكي بصورة دائمة فيه، وبدأ يجري مناورات متواصلة، وتعمّدت الطائرات الأميركية اختراق المجال الجوي لخليج سرت، وقاد ذلك إلى مواجهات جوية بين الدولتين فوق الخليج بدأت في سبتمبر 1980 عندما أطلقت طائرة ليبية مقاتلة «صاروخ جو-جو» تجاه طائرة تجسس أميركية كانت تحلق فوق الخليج لم يُصبها، ولم يتخذ الأسطول البحري المرافق أي عمل مضاد، وفي 19 أغسطس من العام التالي 1981 جرت مواجهة عسكرية بين طائرات ليبية وأميركية فوق الخليج.

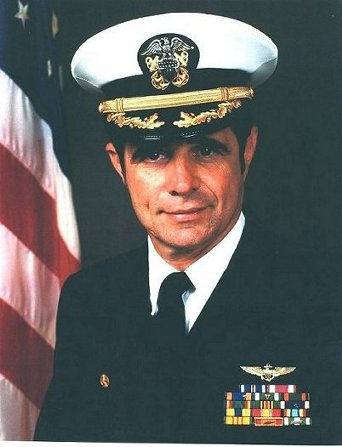
هنري كليمان قائد أحد طائراتان الF-14 Tomcat التي قامت باءسقاط مقاتلتان من السلاح الجوي الليبي يوم 19 اغسطس 1981 في مواجهة خليج سرت الأولى

عندما تكررت الاختراقات الأميركية، ولتثبت ليبيا جدية قرارها ونواياها، وببداية سنة 1986 حددت خط عرض 32 الذي ينتهي عنده الخليج من الشمال، كنقطة لايجوز تجاوزها الاّ باذن مسبق منها وسمّته «خط الموت». وسيّرت دوريات بحرية وجوية عبره، حدثت في إحداها مواجهة مسلحة بين الدولتين، وقامت صواريخ الدفاع الجوي سام 5 المتطورة التي تزوّدت بها ليبيا في ذلك العام بمحاولة فاشلة لإسقاط طائرتين أميركيتين فوق الخليج. وردّت أميركا بقصف قواعد الصواريخ، وضواحي مدينة سرت.

## المواصلات
تعتبر سرت الواقعة على البحر الأبيض المتوسط التي يوجد فيها خليج سرت رابطا رئيسا لخطوط المواصلات بين شمال البلاد وجنوبها، فالمدينة الواقعة شمالا في منتصف الساحل الليبي تقريبا يربطها طريقا رئيسا يمكن الوصول منه إلى آخر نقطة مأهولة في الجنوب.

## الخليج اليوم
كان يعرف الخليج أيام نظام القذافي باسم «خليج التحدي» وهو يشكّل أهم مورد للثروة البحرية في ليبيا، ففي عمقه تعيش أنواع اقتصادية مختلفة من الأسماك وكذلك الإسفنج، علاوة على السلاحف البحرية التي تضع بيوضها على شواطئه في موسم تكاثرها. وتحوز ليبيا المرتبة الأولى بين الدول المطلة على البحر الأبيض المتوسط في عدد هذه السلاحف.